# Маг
Маг — в сучасному розумінні — це людина, котра займається магічною практикою, магією. Первісне значення — жрець у зороастризмі.

## Етимологія

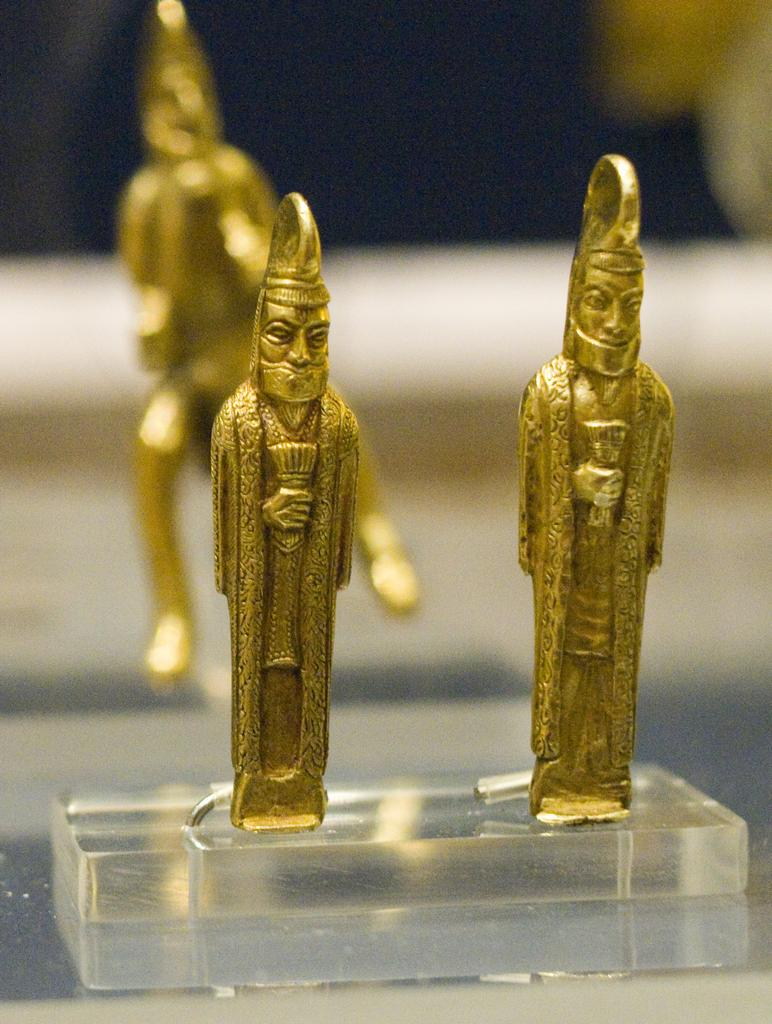
Золоті статуетки жерців-магів з Оксуського скарбу, близько 200 року до н. е.

Слово «маг» запозичене з латинської мови (лат. magus, множина magi), куди потрапило з давньогрецької, де звучало як «магос» (грец. μάγος). Його поява пов'язана з назвою давньоперсидських зороастристських жерців під назвою «магуш» (𐎶𐎦𐎢𐏁) або представників племені з тією ж назвою. Слово сходить до давньоперсидського кореня magu-, що прийшов з праіндоєвропейської мови і в ранній формі *magh означав «могти, бути в змозі». Перси могли принести слово «маг» також у давньокитайську мову, де воно набуло форми *Mᵞag («маг» або «шаман»).
Найдавніша згадка магів у античній літературі належить Геракліту в VI ст. до н. е., де він згадує їхні «нечестиві» обряди та ритуали. Геродот століттям пізніше писав про магів як про плем'я мідійців і про касту посередників між людьми та божеством. На початку V ст. до н. е. від назви магів виникло слово «магея» (μαγεία) на позначення чаклунства. Звідти ж «магія». В грецьких текстах воно зазвичай має негативний відтінок, адже перси були ворогами греків. Звідси асоціації магів із шарлатанами.
У християнській культурі магами також називають трьох мудреців, які відвідали новонародженого Христа.